# Ochotona roylii
Ochotona roylii — вид зайцеподібних гризунів з родини пискухових (Ochotonidae).

## Таксономічна примітка
Таксон часто пишеться як roylei, але оригінальне написання roylii зберігається тут; включає himalayana, хоча все ще може бути окремим видом.

## Морфологічна характеристика
Звірок має довжину 17–22 сантиметри; вага – 250 г. Пискуха Ройла має злегка дугоподібну голову, а також рідке волосся перед вухами. Волосся довге і шовковисте, взимку має сіруватий колір на спині і білуватий на животі, а влітку на голові, плечах і тулубі з'являються червонуваті відтінки.

## Поширення
Країни проживання: Індія, Непал, Китай.

## Спосіб життя
Це переважно сутінковий вид, що мешкає на осипах. O. roylii живуть групами, що складаються з батьків та їх потомства, з низькою щільністю (12,5 на га). Самиці цього виду можуть народжувати один чи два рази на рік із середньою кількістю 3 дитинчат на виводок. O. roylii демонструє симбіотичні стосунки з Pnoepyge albiventer птахом у Непалі. Цей вид птахів буде займати копицю сіна пискухи, шукати їжу в безпосередній близькості від неї та приймати сонячні ванни разом із пискухою. Потенційними причинами спорідненості є: 1) відсутність місць гніздування для P. albiventer, 2) подібний спосіб життя, 3) додаткове тепло, яке птах забезпечує копиці сіна, корисне для пискухи, 4) використання різних джерел їжі та 5) додатковий захист від хижаків.